# انجیل زنده
انجیل زنده یا انجیل مانی (به پهلوی: ewangelyon zindag) نام یکی از هفت کتاب اصلی مانی پیامبر مانویگری بود. معنای انجیل زنده به مفهوم انجیل آگاهی‌دهنده است.
امروزه چنین پنداشته می‌شود که مانی انجیل زنده خود را از روی انجیل الخسائیه نوشته باشد. نوشته‌های این اثر برابر با نگاره‌های کتاب ارژنگ بوده‌است. در واقع ارژنگ به تصویر کشانندهٔ درونمایهٔ انجیل زنده بوده‌ است. 
بخش‌هایی از انجیل زنده به پارسی میانه در تورفان یافت شده‌ است.